# Navarrete
Navarrete é um município da Espanha 
na província e comunidade autónoma de La Rioja.
O município possui área 28,49 km² com população de 2722 habitantes (2007) e densidade populacional de 86,01 hab/km².

## Demografia
| Variação demográfica do município entre 1991 e 2004 | Variação demográfica do município entre 1991 e 2004 | Variação demográfica do município entre 1991 e 2004 | Variação demográfica do município entre 1991 e 2004 |
| --------------------------------------------------- | --------------------------------------------------- | --------------------------------------------------- | --------------------------------------------------- |
| 1991                                                | 1996                                                | 2001                                                | 2004                                                |
| 2021                                                | 2028                                                | 2211                                                | 2466                                                |